# Bryosartor sutilis
Bryosartor sutilis is een mosdiertjessoort uit de familie van de Catenicellidae. De wetenschappelijke naam van de soort is voor het eerst geldig gepubliceerd in 1994 door Gordon & Braga.